# IQVIA
IQVIA（アイキューヴィア）は、アメリカ合衆国を拠点とする多国籍グループで、情報技術と臨床研究等の複合産業コンサルティングの専門サービスを提供している。アイキューヴィアはニューヨーク証券取引所（NYSE）に上場しており、フォーチュン（Fortune)・グローバル500及びS&P500の一つでもある。時価総額は約7兆円以上で、国際的な大手企業の一つである。本社は米ノースカロライナ州に位置し、全世界100カ国余りに支社を置いている。
IQVIAには全世界で約88,000人の役職員が在籍しており、2023年基準で全世界の売上は約2兆円で、営業利益は約3千億円を超える。IQVIAジャパンには数千人の役職員が在籍しており、このうちCRO (Contract Research Organization)の臨床試験業務を担当する看護師出身等のCRA（Clinical Research Associate）を担当する者が6割程度、戦略コンサルティングおよび経営業務を担当する医師、薬剤師、MBB出身等のコンサルタントが2割程度、その他の者が2割程度である。
IQVIAはバイオ医薬品開発、コンサルティング、商業アウトソーシングサービスの提供者しており、主にフェーズI-IVの臨床試験と、関連研究所や分析サービスを中心に金融投資・戦略コンサルティングや経営オペレーションコンサルティングを行っている。世界的にバイオ、医療、製薬、デジタルおよびAI戦略およびオペレーション経営コンサルティング分野で特化された国際企業である。世界的に多くの企業および機関がIQVIAのリサーチと市場調査資料を活用しており、特に新薬および薬物関連記事において「IQVIAによると」という表現がしばしば登場する。この他にも、IQVIAは多様な医療データを保有しており、より正確な資産評価とM&A等金融投資コンサルティングを提供している。
フォーチュン（Fortune)・グローバル500の2023年「世界で最も称賛されている企業（World's Most Admired Companies）」ランキングにIQVIAは2017年から6年連続で選定されている。特にヘルスケア（Health care）分野では2022年から連続1位にランクインしている。

## IQVIA経営コンサルティング(MC)
IQVIAは、アメリカおよびグローバル市場での製薬・バイオ/ヘルスケア分野のManagement Consulting（経営コンサルティング）における専門性を持つ。

### クライアント
- 製薬企業・バイオテク企業
- 大病院
- 医療機器製造者や化粧品会社
- 大企業の持株会社
- VC (ベンチャーキャピタル)・PE (プライベートエクイティ)
- 生命保険会社
- OEMメーカー等

### プロジェクト目的
- 新規事業参入の可否や戦略立案
- 投資やM&Aの可否評価
- Go-to-marketの市場分析（国内・海外）
- パイプラインの価値評価
- Market accessの戦略策定や制度分析
- M&A後の診断や価値向上戦略立案
- 新商品開発の可否評価など

上記の戦略的なコンサルティングや運営関連のコンサルティングプロジェクトを実施する際、セカンダリーリサーチや市場分析、仮説策定、専門家インタビュー、グラフ作成などの活動が行われる。
特に、IQVIAのMCチームは、製薬・バイオ分野に特化した少数精鋭のチームとして、日本国内及びグローバルで深度のあるプロジェクトを提供している。IQVIAが保有する専門データを活用し、新しいインサイトを導き出している。

## IQVIAの事業内容
- 業務領域: 医薬品や生命科学分野でさまざまなサービスを提供している。 業務領域には臨床研究、医療情報および技術、取引およびコンプライアンスソリューション、コンサルティングおよびヘルスケアインテリジェンスなどが含まれる。
- 臨床研究（CRO）:IQVIAは、臨床試験の設計、執行、管理を支援し、新しい医薬品および治療法の開発を支援。 これは医薬品開発ライフサイクルの重要な部分であり、効果的な臨床研究が患者の生活改善と医学知識の拡大に寄与している。臨床研究で医薬品開発を支援するための臨床試験の設計、執行、管理を提供している。 CRO（委託研究機関及び臨床試験受託機関）の先頭走者として新薬、細胞治療剤又は医療機器を開発する過程で、二国間又は多国間契約を通じて製薬-バイオ産業界（顧客）に多様なサービスを提供している。 前臨床CRO、臨床CROによって、製品開発、毒性試験、患者募集、前臨床試験-製品許可までの管理、モニタリング、臨床検査サービス、データ管理および統計分析、許可用資料提出のためのメディカルライティングなどのサービスも提供している。
- 医療製薬情報（IT、AI）及び技術:IQVIAは、医療及び生命科学データの収集·分析を行い、ヘルスケア全般にわたる戦略的意思決定を実施している。国内外の大手企業、医療機関、製薬会社、保険会社が医療サービスを効果的に提供し、患者の結果を改善している。
- 戦略コンサルティング、オペレーションコンサルティング及びヘルスケアインテリジェンス：IQVIAは、医療及び生命科学関連企業に戦略的コンサルティングサービスを提供し、市場トレンド及び競争分析を提供することにより、クライアント企業のビジネス戦略を最適化・革新を推進している。Fortune 500企業、製薬会社、医療機関（病院）等向けでの実績が多い。

IQVIAは医療分野で様々な役割を果たし、医薬品開発、医療情報分析、医療サービス改善など多様な分野で顧客と協力してヘルスケア産業をアメリカ、ヨーロッパ、アジアでリードしている。

## IQVIAグローバルおよびIQVIAジャパンの歴史
- IQVIAに合併されたが、日本ではグループ内の別法人である旧IMS Health（現IQVIAソリューションズ ジャパン）は、販売データ、非識別処方データ、医療請求、電子医療記録、ソーシャルメディアにわたる医療情報の収集で最も知られていた。IMS Healthの製品とサービスは、企業が商業化計画やポートフォリオ戦略を開発した。特定の治療法のための患者や医師の集団を選択し、製薬のマーケティングと営業リソースの効果を測定するために使用された。会社の元の名前はIntercontinental Marketing Statisticsで、これがIMSの名前の由来である。同社の本社はアメリカのコネチカット州ダンベリーにあった。合併前のIMS Healthの会長兼CEOはAri Bousbib氏だった。

- IQVIAに合併されたが、日本ではグループ内の別法人であるQuintiles（現IQVIAサービシーズ ジャパン）は、バイオ医薬品開発と商業アウトソーシングサービスの最大の提供者。同社は、バイオテクノロジー、製薬、医療分野の企業向けに臨床データ管理、臨床試験実施サービス、製薬、薬物開発、財務提携、商業化の専門知識を提供した。1982年にDennis Gillings氏がQuintiles Transnationalを設立・法人化し、1990年にQuintiles Pacific Inc.とQuintiles Ireland Ltd.を設立した。1996年には、Innovex社を株式で7.475億ドルで買収し、1997年に公開した。

2016年5月、Quintilesは90億ドルの取引でIMS Healthと合併することに合意した。取引が完了したのは10月で、新会社の名前はQuintilesIMSとなり、時価総額は176億ドルになった。2017年11月、同社はIQVIAという新しい社名を採用し、NYSEのティッカーシンボルもQからIQVIAに変更された。